# Glacier Grinnell
Le glacier Grinnell est un glacier situé dans la région de Many Glacier au cœur du parc national de Glacier dans l'État du Montana aux États-Unis. Le glacier tire son nom de George Bird Grinnell qui fut un des premiers explorateurs et protecteurs de la région. Celui-ci batailla de nombreuses années pour que le parc national de Glacier soit créé.
Le glacier se situe dans les montagnes Rocheuses sur le chaînon Lewis sur le versant nord du mont Gould à une altitude proche de 2 133 mètres.
Grinnell est l'un des glaciers les plus photographiés du parc depuis le milieu du XIXe siècle. En comparant les premières images avec celles plus récentes, il fut aisé de montrer l’importance de la fonte de ce glacier, preuve que les températures locales ont augmenté avec le temps. Ce phénomène est également visible sur d’autres glaciers à travers le monde ce qui montre un réchauffement global des températures. En 1850, le glacier avait une superficie de 2,88 km2 alors qu'en 1993, il s’était coupé en deux parties mesurant 0,88 km2 et 0,23 km2. Des glaciologues ont prédit que tous les glaciers du parc, dont le glacier Grinnell, pourraient disparaître d’ici 2030.

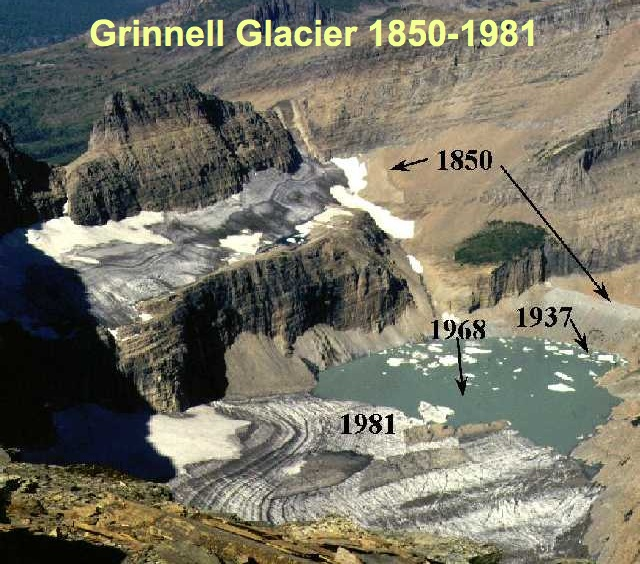
Retrait du Glacier entre 1850 et 1981

|      |      |      |      |
| 1938 | 1981 | 1998 | 2005 |